# Skenea coronadoensis
Skenea coronadoensis är en snäckart som först beskrevs av Arnold 1903.  Skenea coronadoensis ingår i släktet Skenea och familjen Skeneidae. Inga underarter finns listade i Catalogue of Life.